# Syllitosimilis aberrans
Syllitosimilis aberrans là một loài bọ cánh cứng trong họ Cerambycidae.